# Подкуйчанск
Подкуйчанск (укр. Підкуйчанськ) — село, относится к Сватовскому району Луганской области Украины.
Население по переписи 2001 года составляло 40 человек. Почтовый индекс — 92630. Телефонный код — 6471. Занимает площадь 0,459 км². Код КОАТУУ — 4424082506.
В селе родился Герой Социалистического Труда Василий Кравцов.

## Местный совет
92620, Луганська обл., Сватівський р-н, с. Куземівка, вул. Молодіжна, 7  (укр.)